# Abel av Danmark
Abel, född 1218 död 29 juni 1252, var kung i Danmark 1250–1252 och hertig av Slesvig. Han var andre sonen till Valdemar Sejr och Berengaria av Portugal, det vill säga bror till Erik Plogpenning och Kristofer I av Danmark. Gift med Mechtild av Holstein, dotter till greve Adolf IV av Holstein i hennes första giftermål, hon gifte sig sedan med Birger jarl.

## Biografi
Strax efter faderns död 1241 kom han i konflikt med sin äldre bror, kung Erik Plogpenning, och brytningen blev än större, då han 1246 tog sina svågrar, de holsteinska grevarna, i försvar mot brodern. Efter en ny kamp 1250 tvingades han underkasta sig, men då Erik kort därefter besökte honom på hans borg i Slien, blev Erik tagen till fånga och överlämnad till en personlig avundsman, som lät mörda honom. Abel blev strax därefter vald till kung och krönt, sedan han tillsammans med 24 adelsmän avlagt ed på att han var oskyldig till mordet; dock straffade han aldrig upphovsmännen till det.
Han åstadkom snabbt fred i riket samt utfärdade 1251 en lag i detta syfte. Likaledes strävade han att främja handeln, mest dock genom att gynna hansastäderna. Den 29 juni 1252 stupade han under ett fälttåg mot nordfriserna. Enligt folktron spökar han som "den vilda jakten" som straff för brodermordet. 
Kronan övergick till hans yngre bror Kristoffer, men hans ätt härskade till 1375 som hertigar, i ständig fejd med länsherren, den danske kungen. Hans änka gifte sig 1261 med Birger jarl i Sverige och dog 1288. 
Abels förhållande till brodern är ämne för Adam Oehlenschlägers sorgespel Erik og Abel.

## Barn
1. Valdemar III, död 1257
2. Erik Abelsen, c:a 1240–1272 – farfars far till Valdemar III av Danmark
3. Sofia, c:a 1240–1284
4. Abel, 1252–1279